# Linia kolejowa Wałutino – Soszno
Linia kolejowa Wałutino – Soszno – nieczynna linia kolejowa w Rosji łącząca przystanek Wałutino ze stacją Soszno. Zarządzana jest przez region smoleński Kolei Moskiewskiej (część Kolei Rosyjskich). 
Linia położona jest w obwodzie smoleńskim. Na całej długości jest niezelektryfikowana i jednotorowa.

## Historia
Linia została otwarta w czasach sowieckich. Po 1985 linię przedłużono dalej na północ, łącząc ją z linią do Ziemców. Linia została zamknięta po 2000. Obecnie problemem jest rozkradanie elementów linii przez złomiarzy.
Początkowo linia leżała w Związku Sowieckim. Od 1991 położona jest w Rosji.